# Liane Lang
Liane Lang, geb. Kuwilsky (* 10. April 1935 in Teuchern; † 30. April 2020 in Halle (Saale)), war eine deutsche Politikerin (SED). Sie war von 1970 bis 1990 Oberbürgermeisterin von Halle-Neustadt.

## Leben
Lang, Tochter eines Bergarbeiters, beendete 1949 ihre achtjährige Schulzeit und begann eine Ausbildung zur Traktoristin. Nach ihrer Ausbildung wurde sie zur Landesjugendschule delegiert und war danach Fachinstrukteurin in der FDJ-Kreisleitung Weißenfels. Lang wurde 1953 Mitglied der SED und studierte von 1954 bis 1957 an der Deutschen Akademie für Staats- und Rechtswissenschaft in Potsdam-Babelsberg mit dem Abschluss Diplomjurist. Ab 1958 arbeitete sie zunächst als „Sekretär des Rates der Stadt“, ab 1964 als Bürgermeisterin der Stadt Wolfen. Am 8. April 1970 wurde Lang zur Oberbürgermeisterin von Halle-Neustadt gewählt und trat damit die Nachfolge von Walter Silberborth an. Sie war zu diesem Zeitpunkt die jüngste Bürgermeisterin der DDR. Gleichzeitig war Lang Mitglied des Sekretariats der SED-Kreisleitung Halle-Neustadt.
Halle-Neustadt sollte zu DDR-Zeiten eine Großstadt mit 100.000 Einwohnern werden. Zur Wende in der DDR 1989 wohnten jedoch nur etwa 90.000 Menschen im Stadtgebiet. Am 12. Februar 1990 kündigten Lang und der Hallenser Oberbürgermeister Eckhard Pratsch die Verschmelzung ihrer beiden Städte an. Mit der Eingemeindung von Halle-Neustadt nach Halle am 6. Mai 1990 endete Langs Amtszeit.

## Auszeichnungen
- 1980 Vaterländischer Verdienstorden in Bronze
- 1989 Clara-Zetkin-Medaille